# Robert J. Carr
Robert J. Carr (* 19. oder 20. Jahrhundert; † nach 1950) war ein US-amerikanischer Filmtechniker, der auf der Oscarverleihung 1950 mit einem Oscar für technische Verdienste ausgezeichnet wurde.

## Leben
Robert J. Carr, einer der Filmtechnikpioniere bei Paramount Pictures, wurde auf der Oscarverleihung 1950 zusammen mit Loren L. Ryder und Bruce H. Denney, die ebenfalls bei den Paramount Studios in der Abteilung Studio Sound Department (SSD) arbeiteten, mit einem Technical Achievement Award ausgezeichnet „für die Entwicklung und Anwendung einer Überschall-Wiedergabe- und Lautsprecheranlage“ („For the development and application of the supersonic playback and public address system.“).
Carr und Denney entwickelten ein System, das einer kleinen Rundfunkstation glich: Die Schauspieler hörten Anweisungen auf winzigen Sendern, die sie unter ihrer Kleidung verbergen konnten. Trug eine Schauspielerin ein so knappes Kostüm, dass ein Versteck schwer zu finden war, konnte der Sender auch in den Haaren verborgen werden.

## Auszeichnungen
- Oscar für technische Verdienste Klasse III
- Oscarverleihung 1950, zusammen mit Loren L. Ryder und Bruce H. Denney